# Gris-gris

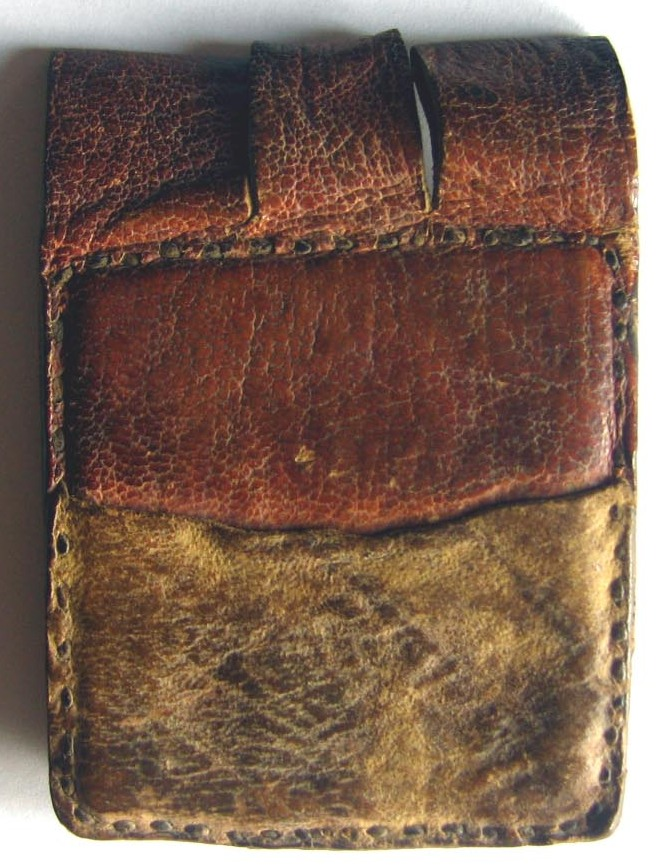
Um gris-gris da África Ocidental tuaregue

Gris-gris /ˈɡriː%ɡriː/, também escrito grigri, e às vezes também "gregory" ou "gerregery", é um amuleto vodum originário de África que se acredita proteger o usuário do mal ou trazer sorte, e em alguns países da África Ocidental é usado como um método de controle de natalidade. Consiste em um pequeno saco de pano, geralmente inscrito com versos do Alcorão e contendo um número ritual de pequenos objetos, usados na pessoa.

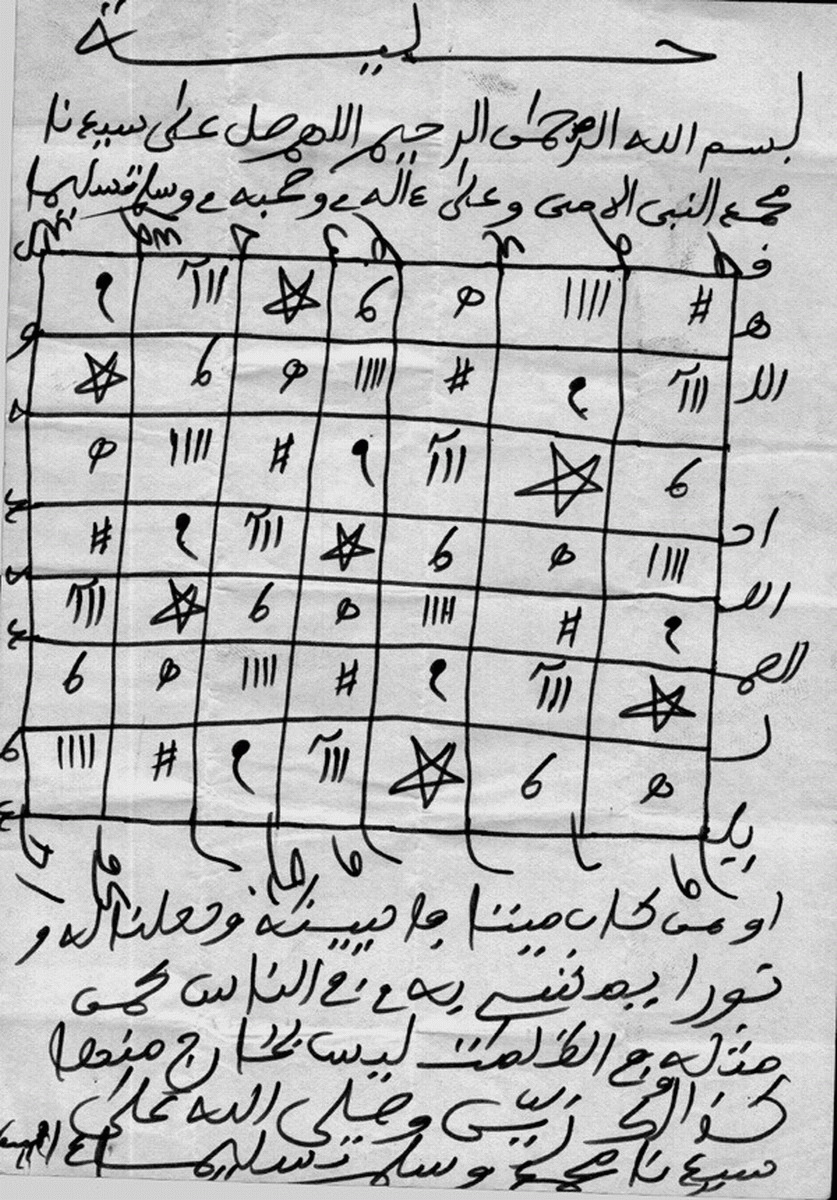
O conteúdo de um Fula gris-gris

## Etimologia
Embora as origens exatas da palavra sejam desconhecidas, alguns historiadores remontam a palavra iorubá juju, que significa fetiche. Uma teoria alternativa é que a palavra se origina com o francês joujou, que significa boneca ou brinquedo. De outro modo, foi atribuído em fontes acadêmicas à palavra mandinka que significa "mágica".

## História
O gris-gris teve origem no Dagomba no Gana e foi associado às tradições islâmicas. Originalmente, os gris-gris eram adornados com escrituras islâmicas e eram usados para afastar espíritos malignos (mal djinn) ou má sorte. Os historiadores da época notaram que eram freqüentemente usados por não-crentes e crentes, e também eram encontrados presos a prédios.
A prática de usar gris-gris, embora originária da África, chegou aos Estados Unidos com africanos escravizados e foi rapidamente adotada por praticantes de Vodu. No entanto, a prática logo mudou, e os gris-gris foram pensados para trazer magia negra à sua "vítima". Os escravos costumavam usar o gris-gris contra seus donos e alguns ainda podem ser vistos adornando seus túmulos. Durante esse período, também houve relatos de escravos cortando, afogando ou manipulando o gris-gris de outros para causar danos. Embora no Haiti, os gris-gris sejam um bom amuleto e são usados como parte de uma religião amplamente praticada; nas comunidades Cajun da Louisiana, acredita-se que os gris-gris sejam um símbolo da magia negra e da má sorte. Apesar das conotações negativas de gris-gris, os chamados "médicos de Gris-Gris" operam nas comunidades crioulas da Louisiana há alguns séculos e são vistos favoravelmente pela comunidade. Nos anos 1800, o gris-gris era usado de forma intercambiável na Louisiana para significar enfeitiçar e em referência ao amuleto tradicional. Gris-gris também são usados em neo-hodu que tem suas origens no vodu. Nesse contexto, um gris-gris pretende representar o eu.

## Uso contemporâneo
De acordo com uma pesquisa de 1982, os gris-gris eram um dos três principais métodos de contracepção conhecidos pelas mulheres no Senegal. Todos os três eram métodos tradicionais ("abstinência, raízes e ervas e encantos ['gris-gris']"). Mais de 60% das mulheres relataram ter conhecimento de tais métodos tradicionais; os meios modernos de contracepção não eram bem conhecidos, com a pílula o mais conhecido deles, pouco mais de 40% das mulheres relatam conhecimento. Os gris-gris são usados por uma grande parte da sociedade, por todos, de "lutadores a soldados e donas de casa, e podem incluir qualquer coisa, de macaco a cobra e rato."